# Xiaomi HyperOS

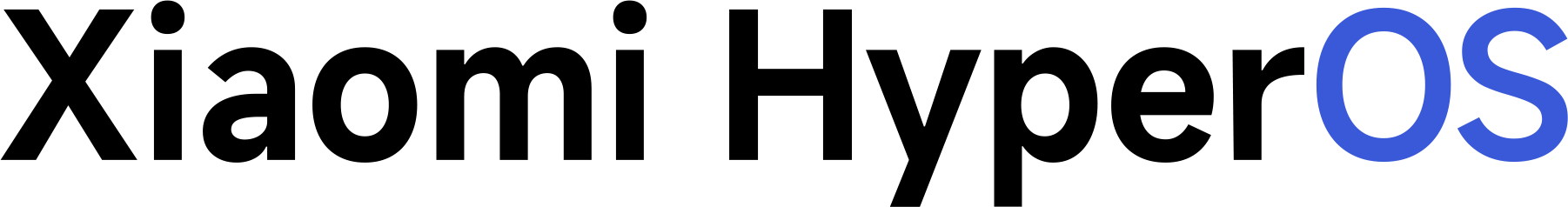
Logo của Xiaomi HyperOS

HyperOS (tên đầy đủ: Xiaomi HyperOS; tiếng Trung: 小米澎湃OS) là một firmware hệ điều hành được phát triển bởi Tập đoàn công nghệ Trung Quốc Xiaomi dựa trên sự hợp tác của Android và Xiaomi Vela, là firmware hệ điều hành được cài đặt sẵn cho một số loại phần cứng thông minh của Tập đoàn Xiaomi (bao gồm cả điện thoại di động).
Giám đốc điều hành Tập đoàn Xiaomi Lôi Quân đã chính thức công bố hệ điều hành vào ngày 17 tháng 10 năm 2023 theo giờ Bắc Kinh, đồng thời cho biết hệ thống này sẽ dần tiếp quản hệ thống MIUI do Xiaomi phát triển trước đó, đồng thời trở thành nền tảng điện toán thống nhất của hệ sinh thái kết nối phần cứng thông minh của Xiaomi.
HyperOS được ra mắt trên dòng điện thoại Xiaomi 14 series của Tập đoàn Xiaomi.